# SPME

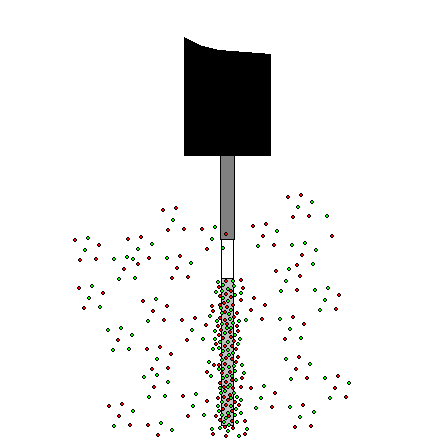
Microextracción en fase sólida mediante el empleo de fibras

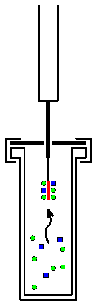
El primer paso es el muestreo.

Microextracción en fase sólida (MEFS) o SPME (por sus siglas en inglés) es una técnica utilizada en el análisis químico para extraer diferentes sustancias para su posterior identificación. Habitualmente se utiliza una fibra de sílice fundida cubierta con un material polimérico no volátil  que permite la extracción de analitos orgánicos directamente de muestras, acuosas o gaseosas y que posteriormente pueden ser desorbidas y analizadas mediante técnicas cromatográficas. La fibra extractora se monta en un soporte que es muy parecido a una jeringa ordinaria. Esta técnica combina al muestreo y a la preconcentración de la muestra en un solo paso.  Fue desarrollada a principios de los años noventa por el equipo del Dr. J. Pawliszyn en la Universidad de Waterloo.Esta técnica novedosa y relativamente económica se puede implementar tanto en el laboratorio como en el campo y no requiere el uso de solventes.  

## Fundamento
La técnica de microextracción  en  fase sólida  (SPME)  se  basa en  la  retención  de los analitos de la muestra  en un material sorbente y su posterior desorción para análisis  cromatográfico.  En el caso de esta técnica de extracción y análisis, el término sorbente implica el empleo tanto de mecanismos de adsorción como de absorción durante el proceso de extracción de los analitos.  El material sorbente  puede estar dispuesto en una fibra,  en una  barra, o en  un  tubo. La forma habitual se  basa en el empleo de una fibra de sílice fundida, de aproximadamente un cm de longitud, recubierta del  material sorbente en la que se retienen los analitos con posterior desorción y determinación  mediante cromatografía de gases  (también  mediante  HPLC). La fibra con su recubrimiento se montan sobre un soporte rígido, protegida por una aguja similar a las hipodérmicas, cuya función, además de la protectora, es la de permitir perforar el cierre de goma de silicona del inyector  en el  cromatógrafo de gases.El material sorbente puede estar formado por un polímero líquido fuertemente unido a un soporte sólido (fase ligada), en cuyo caso predomina la extracción mediante mecanismos de absorción y reparto o un adsorbente sólido de alta porosidad, con lo que el mecanismo predominante para la separación del soluto es la adsorción. Esta capa puede extraer diferentes tipos de moléculas, volátiles o no volátiles, de diferentes tipos de medios en fase líquida o gaseosa. La cantidad de moléculas extraídas por la fibra es proporcional a su concentración en la muestra y depende del valor de la constante de equilibrio (coeficiente de partición o relación de distribución) del analito entre  la muestra y el material que recubre la fibra; siempre y cuando se alcance el equilibrio termodinámico. En caso de que la extracción se realice en tiempos cortos la agitación manual de la muestra acelera el proceso de extracción.

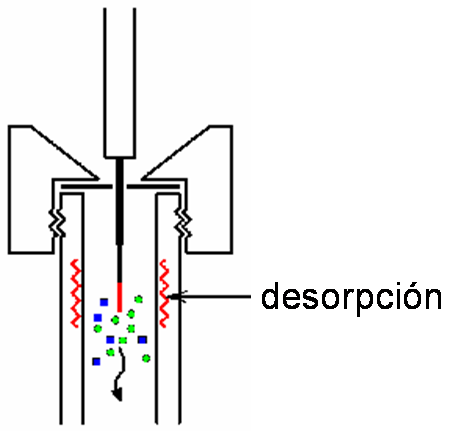
El segundo paso es la desorción de los compuestos extraídos en el paso previo para su posterior análisis.

El procedimiento operatorio consiste en introducir la fibra en la muestra líquida o en un espacio-cabeza durante el tiempo necesario para asegurar que se establece el equilibrio entre los solutos orgánicos adsorbidos y los presentes en la muestra. Una vez transcurrido el tiempo de muestreo, la fibra es transferida al puerto de inyección del instrumento de separación (generalmente un aparato de cromatografía de gases, aunque también puede ser un cromatógrafo de líquidos de alta eficacia, HPLC), donde la desorción de las moléculas tiene lugar, pasando los analitos en la fase móvil, para su separación y análisis. En SPME, los analitos no se extraen cuantitativamente de la matriz, pero si se mantienen las condiciones de presión, temperatura y volumen de muestra, la cantidad de soluto determinada para cada analito es proporcional a la concentración de estos en la muestra, siempre que se alcance el equilibrio entre la fase sólida y la muestra. Si el mecanismo predominante es la absorción, esta proporcionalidad se puede expresar mediante una ecuación lineal:
{\displaystyle n=C_{0}\cdot V_{F}\cdot K_{eq}}
donde n es la cantidad de analito absorbido; C0 la concentración de analito en la muestra; VF el volumen de recubrimiento de la fibra y Keq la constante de equilibrio (o distribución fibra/disolución) 
{\displaystyle K_{eq}={\frac {C_{F}}{C_{m}}}}
donde  CF corresponde a la concentración de analito en el material sorbente de la fibra y Cm la concentración en la muestra. Obviamente,  cuanto  mayor sea  la  constante  de  distribución,  Keq   mayor es  la cantidad  de analito  absorbido en la fibra.  Para volúmenes  grandes de  muestra,  la  cantidad de analito retenido no  depende del volumen de  muestra.  En consecuencia,  la técnica  es ideal  para  muestreo  in situ  en medio ambiente,  por ejemplo  en  espacios de aire abiertos o en agua de lagos. El  tiempo necesario para  alcanzar  el  equilibrio se  puede reducir sometiendo la fibra (o la muestra líquida) a agitación. También mediante control de la temperatura, fuerza iónica o pH.

## Características de la fibra
La fibra utilizada para la extracción en fase sólida suele tener una longitud entre uno y dos centímetro y el volumen de sorbente que recubre dicha fibra de sílice fundida suele ser inferior a un μL, con espesores oscilando típicamente entre 7 y  100 µm. Cuanto mayor es el espesor,  mayor es la cantidad  de  analito  retenido. Espesores gruesos  se  usan  para  retener  compuestos más volátiles. El empleo de espesores finos presentan la ventaja de que la desorción es más completa y rápida. Respecto a al sorbente o fase extractora, esta se  asemeja a la fase estacionaria empleada en  cromatografía  de  gases; es decir polímeros líquidos de alto peso molecular unidos químicamente a la fibra, aunque también se pueden utilizar sorbentes sólidos de alta porosidad.En la actualidad existen muchos recubrimientos de fibra SPME disponibles comercialmente que son combinaciones de polidimetilsiloxano, divinilbenceno, carboxeno, poliacrilato y polietilenglicol,  lo que permite seleccionar  la fibra más adecuada para cada caso, teniendo en cuenta que la capa absorbente debe tener una alta afinidad por los analitos objeto del análisis. En general, la polaridad  de  los  analitos  debe ser similar a la de la  fibra  usada; es decir, analitos  poco  polares  se  retienen  mejor sobre  fibras no polares y viceversa.  Dependiendo de las características de los analitos de interés, ciertas propiedades del recubrimiento mejoran la extracción, como la polaridad, el espesor y el área de superficie. Así, las estructuras poliméricas  aumentan la  superficie  y  por consiguiente,  la  eficacia  de  retención;  por ejemplo,  el  polietilenglicol sobre  polímero  de divinilbenceno  aumenta la eficacia de extracción de moléculas polares  pequeñas. Por último, la matriz de la muestra también puede influir en la adecuada selección del recubrimiento de la fibra. Según el tipo de muestra y los analitos de interés, es posible que la fibra deba tolerar la inmersión directa en ella.

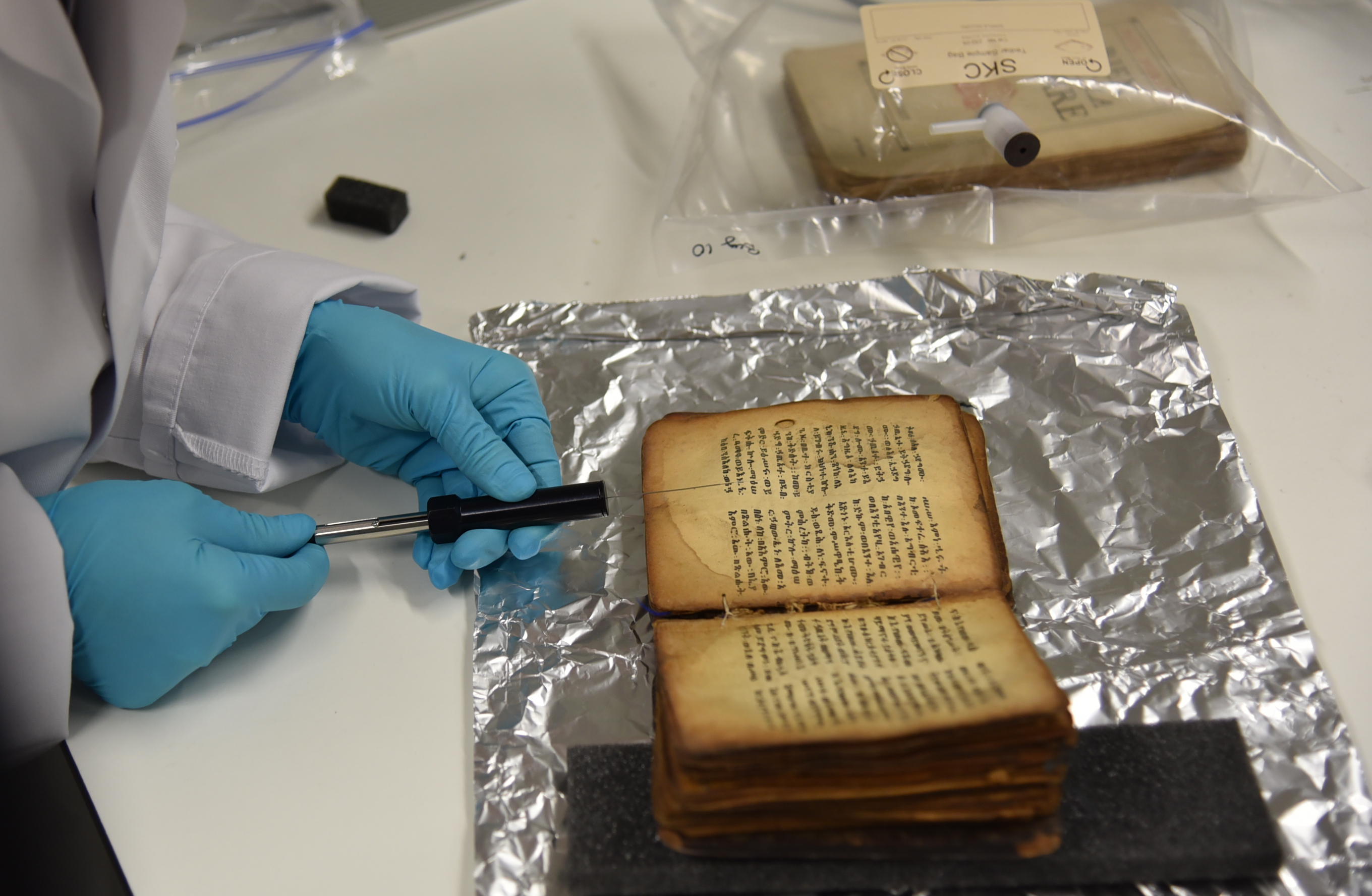
Toma de muestra mediante SPME para análisis de volátiles en un antiguo libro

El método de MEFS resulta muy atractivo pues la extracción se realiza de manera rápida y puede ser llevada a cabo sin necesidad de utilizar solventes. Además el umbral de detección pueden estar en el orden de partes por trillón (ppt). La MEFS posee un gran potencial en aplicaciones en el campo: el muestreo se puede llevar a cabo en lugares remotos sin necesidad de que el personal tenga un alto nivel de experticia. Cuando las muestras son almacenadas de manera adecuada, estas pueden ser analizadas días después del muestreo sin perder cantidades significativas de los compuestos en cuestión.

## Otra bibliografía
- Pawliszyn J (1997) Solid Phase Microextraction: theory and practice, Wiley-VCH
- Peñalver A (2002) Aplicación de la microextracción en fase sólida al análisis medioambiental. Memoria presentada para optar al grado de Doctora en Química, UNIVERSITAT ROVIRA I VIRGILI, Tarragona, España. disponible (enlace roto disponible en Internet Archive; véase el historial, la primera versión y la última).